# Co Westerik

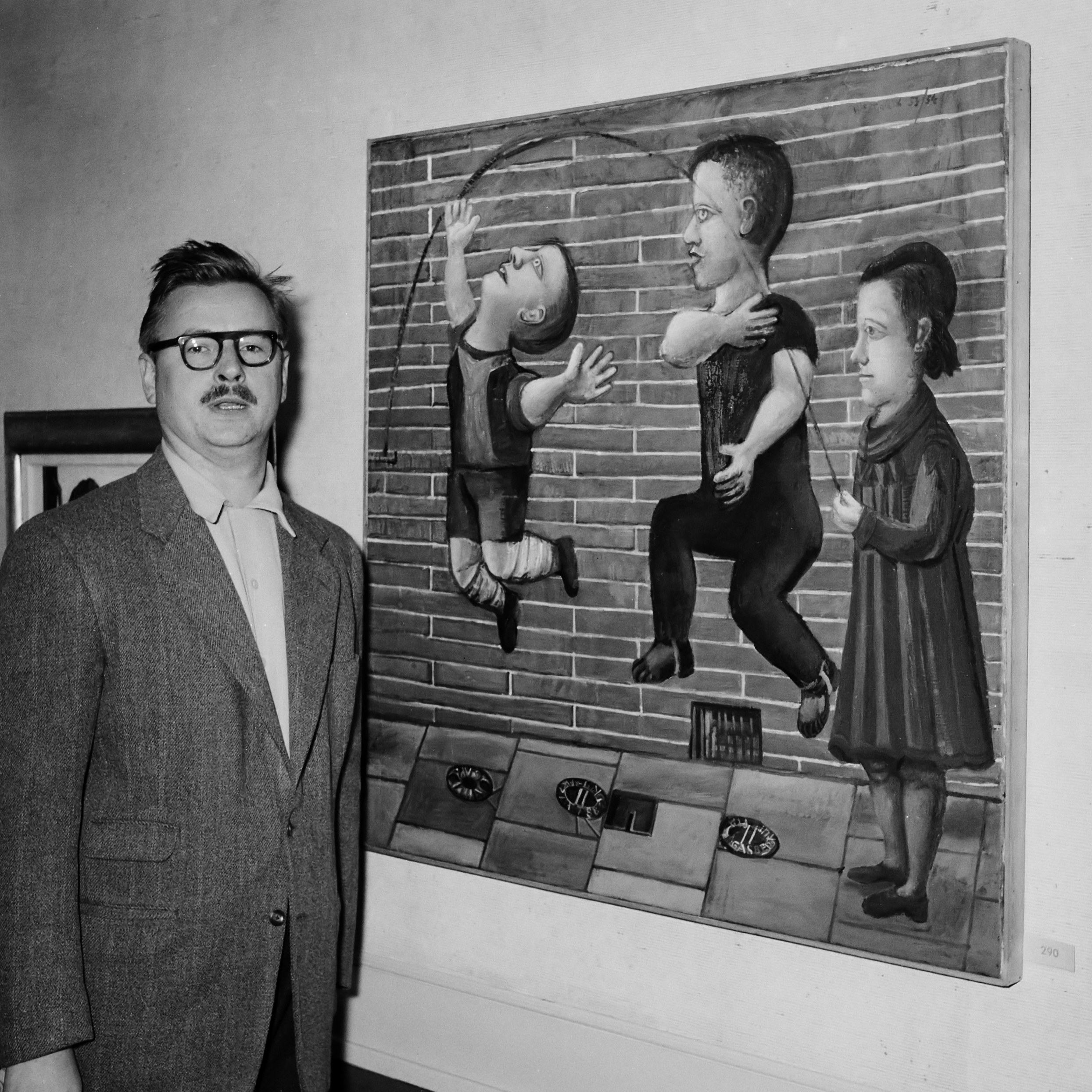
Co Westerik, 1955

Jacobus (Co) Westerik (* 2. März 1924 in Den Haag; † 10. September 2018 in Rotterdam) war ein niederländischer Maler. Er studierte an der Koninklijke Academie van Beeldende Kunsten in Den Haag.

## Leben und Werk
Nach Abschluss seines Studiums 1947 malte Westerik sein Bild De Visvrouw (Die Fischfrau), womit er 1951 den Jacob Marispreis für Malerei gewann. In Folge davon wurden seine Werke durch zahlreiche große niederländische Museen gekauft, darunter Gemeentemuseum Den Haag, Stedelijk Museum Amsterdam und Museum Boijmans Van Beuningen.
Von 1958 bis 1971 war Westerik Dozent an der Koninklijke Academie van Beeldende Kunsten in Den Haag. Mit den u. a. Den Haager Künstlern Herman Berserik, Jan van Heel, Willem Hussem und Jaap Nanninga war Westerik Mitglied der Künstlergruppe Verve.
Das Werk Westeriks umfasst Malerei, Zeichnungen, Lithographien und Aquarelle.
In erster Ehe war Westerik verheiratet mit der Künstlerin Hens de Jong, in zweiter Ehe war er mit der Galeristin Fenna de Vries verheiratet.
Westerik arbeitete in seinen Ateliers in Rotterdam und Südfrankreich.

## Ausstellungen (Auswahl)
- Biennale de Paris (1959 und 1985)
- Biennale di Venezia (1962 und 1982)
- Biennale von São Paulo (1959)
- Gemeentemuseum Den Haag (1964, 1984 und 2006)
- Van Abbemuseum in Eindhoven (1964)
- Stedelijk Museum in Amsterdam (1971 und 1991)
- Paleis voor Schone Kunsten in Brüssel (1972 und 1974)
- Museum Boijmans Van Beuningen in Rotterdam (2004 und 2014)

## Sammlungen
Werke von Westerik befinden sich in den Sammlungen zahlreicher Museen, darunter:
- Gemeentemuseum Den Haag
- Stedelijk Museum Amsterdam
- Museum Boijmans Van Beuningen
- Instituut Collectie Nederland
- Scheringa Museum voor Realisme, Spanbroek
- Groninger Museum
- Museum De Lakenhal, Leiden
- Museum Arnhem
- Collectie Becht
- Museum Henriette Polak, Zutphen
- Hannema de Stuers Fundatie, Heino
- CODA, Apeldoorn
- Museum van Bommel van Dam, Venlo

## Galerien
- Galerie Fenna de Vries, Rotterdam
- Galerie Wansink, Roermond/Maastricht
- Mineta Contemporary, Brussel,
- RAM Foundation, Rotterdam

## Film
- Jan Wouter van Reyen: De taal van Co Westerik (1980)
- Jan Wouter van Reyen: Ik wil het niet zien maar het moet (2000)